# Planogram
Plan-o-gram (výslovnost: planogram) je diagram, schéma nebo fotografie vzorového regálu výrobků (zboží, POS, POP materiálů) znázorňující, jak a kde by tyto maloobchodní produkty měly být vystaveny či zobrazeny. Obvykle se jedná o polici (regálu, stojanu) nebo o místo na stojanu či v mrazicím boxu. Používaná zkratka: "POG". Alternativní pravopis: plano-gram, plan-o-gram, planogram. Typické použití je pro pracovníky, kteří doplňují nebo nově vystavují plan-o-gramem definované zboží.

## Související pojmy
face, listing, faksimile, ceník – cenovky, brief, novinky, podpora prodeje, merchandising, hostessing, maloobchod – „retail“

## Pojem by měl znát
- odd. prodejní (dodavatele) – např. obchodní zástupce, key account manager, (area)sales manager, supervizor, prodejní poradce
- odd. marketingu – merchandiser, hosteska, promotér, supervizor, brand manager
- odd. nákupu – nákupčí, vedoucí nákup
- odd. provozu prodejny – vedoucí úseku, jeho zástupce, obsluha prodejny včetně pokladní (doplňuje pokladní zónu)
- odd. public relations / oborový tisk – redaktoři, autoři článků

## Doplňující informace

### Základní smysl a cíl
Vytvoření optimálního umístění výrobku z vizuálního a obchodního pohledu k zajištění nárůstu obratu a zisku jak dodavatele (výrobce), tak prodejce.

### Odvozené cíle
- vizuální komunikace, jak zboží vystavit – pro všechny angažované pozice
- doplnění listingu (seznamu zboží) pro danou značku (brand) dodavatele na konkrétním řetězci, prodejně, uličce, regálu apod.
- součást vyjednávání zástupců prodejce a dodavatele
- pomoc v zajištění dostatečné úrovně zásob na polici regálu nebo stojanu
- znázornění umístění z prostorového pohledu čelo regálu nebo uličky, vertikální a horizontální umístění, podlaha, strana nebo virtuální
- mapování poměru značky na trhu, prodejně
- pomoc v procesu mapování umístění z pohledu prodejny